# Conrad Janis
Conrad Jains (Nueva York, 11 de febrero de 1928 - Los Ángeles, 1 de marzo de 2022) fue un músico de jazz y actor de cine, televisión y teatro estadounidense.

## Biografía
Nació en la ciudad de Nueva York, hijo de Harriet, un escritor, y Sidney Janis, comerciante de arte y escritora, y tuvo un hermano llamado Carroll.
A los 19 años, actuó en la película de cine en blanco y negro The Brasher Doubloon con George Montgomery. En 1946 interpretó a "Johnniekins" en la película Technicolor, Margie junto a Jeanne Crain.
Conrad fue un excelente actor y lo demostró en diversas actuaciones, como protagonista, para la serie Suspense entre 1949 y 1952.
En 1953, desempeñó al hijo mayor Edward en la Sitcom de la NBC Bonino. Apareció en un episodio de Superagente 86 interpretando a un agente de KAOS, además fue invitado como maestro de ceremonias en The Golden Girls y apareció en la comedia de ciencia ficción de la NBC Quark. Participó en The Buddy Holly Story y en la comedia de Goldie Hawn, The Duchess and the Dirtwater Fox. Hizo una breve aparición como él mismo en el jazz bar de Nothing in Common.
Janis es más conocido por interpretar al padre de Mindy McConnell Frederick en Mork & Mindy, una serie de televisión estadounidense que duró cuatro temporadas (1978-1982) y protagonizada por Robin Williams y Pam Dawber.
A lo largo de su vida, Janis se esforzó por mantener vivo el jazz tradicional. En 1949, a los 18 años de edad, creó una banda con grandes del jazz ("todos los chicos que yo idolatraba"), entre los que se encontraban: James P. Johnson (piano), Henry Goodwin (trompeta), Edmond Hall (clarinete), Pops Foster (bajo), y Baby Dodds (batería), con Janis en trombón. A finales de 1970, formó Beverly Hills Unlisted Jazz Band, que apareció varias veces en The Tonight Show Starring Johnny Carson y realizó ocho presentaciones con entradas agotadas en el Carnegie Hall.

## Filmografía

### Como actor
- Bad Blood... the Hunger (2012)
- Maneater (2009)
- Bad Blood (2006)
- Another Pretty Face (2002)
- Addams Family Reunion (1998)
- The Rockford Files: Murder and Misdemeanors (1997)
- The Cable Guy (1996)
- The Feminine Touch (1994)
- Heung Gong wun fung kwong (1993)
- Mr. Saturday Night (1992)
- Sonny Boy (1989)
- Brewster's Millions (1985)
- The Red-Light Sting (1984)
- Mork & Mindy/Laverne & Shirley/Fonz Hour (1982)
- Oh, God! Book II (1980)
- The Gossip Columnist (1980)
- Mork & Mindy (1978)
- The Buddy Holly Story (1978)
- Danny and the Mermaid (1978)
- Roseland (1977)
- The Magnificent Magical Magnet of Santa Mesa (1977)
- The Duchess and the Dirtwater Fox (1976)
- The Rear Guard (1976)
- The Virginia Hill Story (1974)
- Airport 1975 (1974)
- Miracle on 34th Street (1973)
- Full Speed for Anywhere (1960)
- Let's Rock (1958)
- Bonino (1953)
- Beyond Glory (1948)
- That Hagen Girl (1947)
- The Brasher Doubloon (1947)
- Margie (1946)
- Snafu (1945)

### Como Director
- Bad Blood... the Hunger (2012)
- Bad Blood (2006)
- The Feminine Touch (1994)

### Como Productor
- Bad Blood... the Hunger (2012)
- Bad Blood (2006)
- This Joint Is Jumpin' (1993)

Nota: Incluye películas de tv y cine y series de televisión.